# Acer medogense
Acer medogense é uma espécie de árvore do gênero Acer, pertencente à família Aceraceae.